# Nelone
Nelone is een geslacht van vlinders van de familie prachtvlinders (Riodinidae), uit de onderfamilie Riodininae.

## Soorten
- N. cadmeis (Hewitson, 1866)
- N. hypochalybe (Felder, 1861)
- N. hypochloris (Bates, 1868)
- N. incoides (Schaus, 1902)
- N. myrtis Druce, 1904